# اجتباء
الاجتباء في اصطلاح أهل السلوك من الصوفية عبارة عن فيوضات ربانية خاصة لبعض عباده. فتحصل لهم النعم بدون اجتهاد منهم.
وذلك فقط للأنبياء والرسل والشهداء والصديقين لا غير. والاصطفاء الخالص هو الاجتباء الخالي من أي شائبة. والاصطفاء هو عند أهل السلوك الاجتباء الخالص.